# كيت لونش
كيت لونش هي كاتِبة وكاتبة مسرحية ومخرجة كندية، ولدت في 29 يونيو 1959.

## وصلات خارجية
- كيت لونش على موقع IMDb (الإنجليزية)
- كيت لونش على موقع قاعدة بيانات الفيلم (الإنجليزية)